# 愛迪生獎
愛迪生獎（英語：Edison Awards）是一項創辦於1987年的美國獎項，由非營利組織Edison Universe主辦，旨在表彰在產品、服務、行銷等領域中具有突破性創新成果的公司與個人。該獎項以美國發明家湯瑪斯·愛迪生之名命名，以彰顯其對現代科技與創新的深遠影響。
每年獎項分為多個類別，涵蓋醫療科技、永續發展、人工智慧、製造業、教育等。入選者須經由專業評審團審核，並於美國當地舉辦年度頒獎典禮。

## 外部連結
- Edison Awards官方網站